# (3156) Ellington
(3156) Ellington (1953 EE; 1934 GV; 1953 FD1; 1970 RH; 1982 FL; 1982 GA) ist ein ungefähr 31 Kilometer großer Asteroid des äußeren Hauptgürtels, der am 15. März 1953 vom Astronomen Alfred Schmitt aus der Vierten Französischen Republik an der Königlichen Sternwarte von Belgien in Uccle/Ukkel im Süden der Region Brüssel-Hauptstadt (IAU-Code 012) entdeckt wurde.

## Benennung
(3156) Ellington wurde nach dem US-amerikanischen Jazz-Pianisten, Komponisten und Bandleader Duke Ellington (1899–1974) benannt. Ellington komponierte über 1000 Stücke für Big Bands, Filmmusik, Opern, Ballette, Musicals und Gottesdienste. Die Benennung wurde vom US-amerikanischen Astronomen Brian Marsden vorgeschlagen.